# August II. (Braunschweig-Wolfenbüttel)

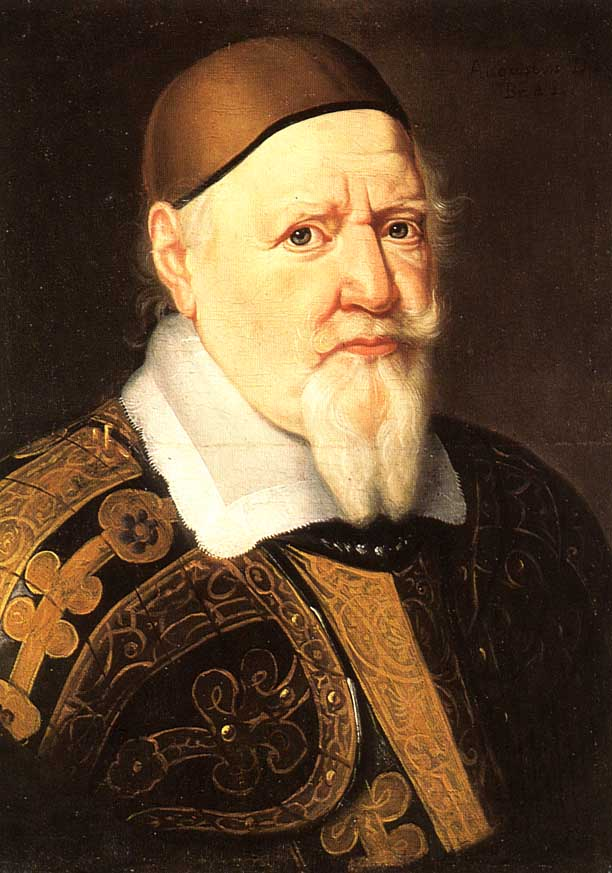
Porträt (1666)

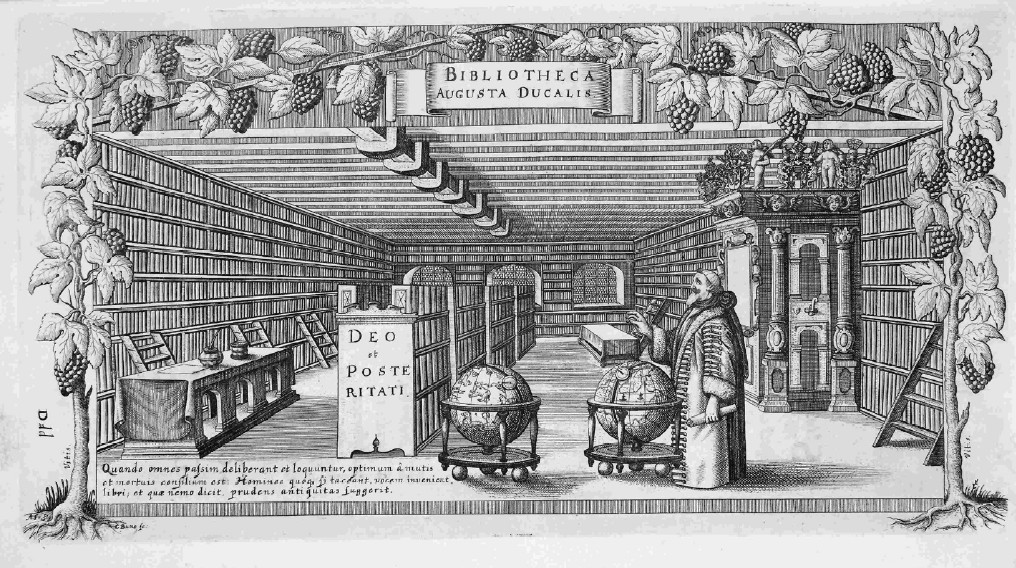
August II. in der Bibliothek; Kupferstich von Conrad Buno, um 1650

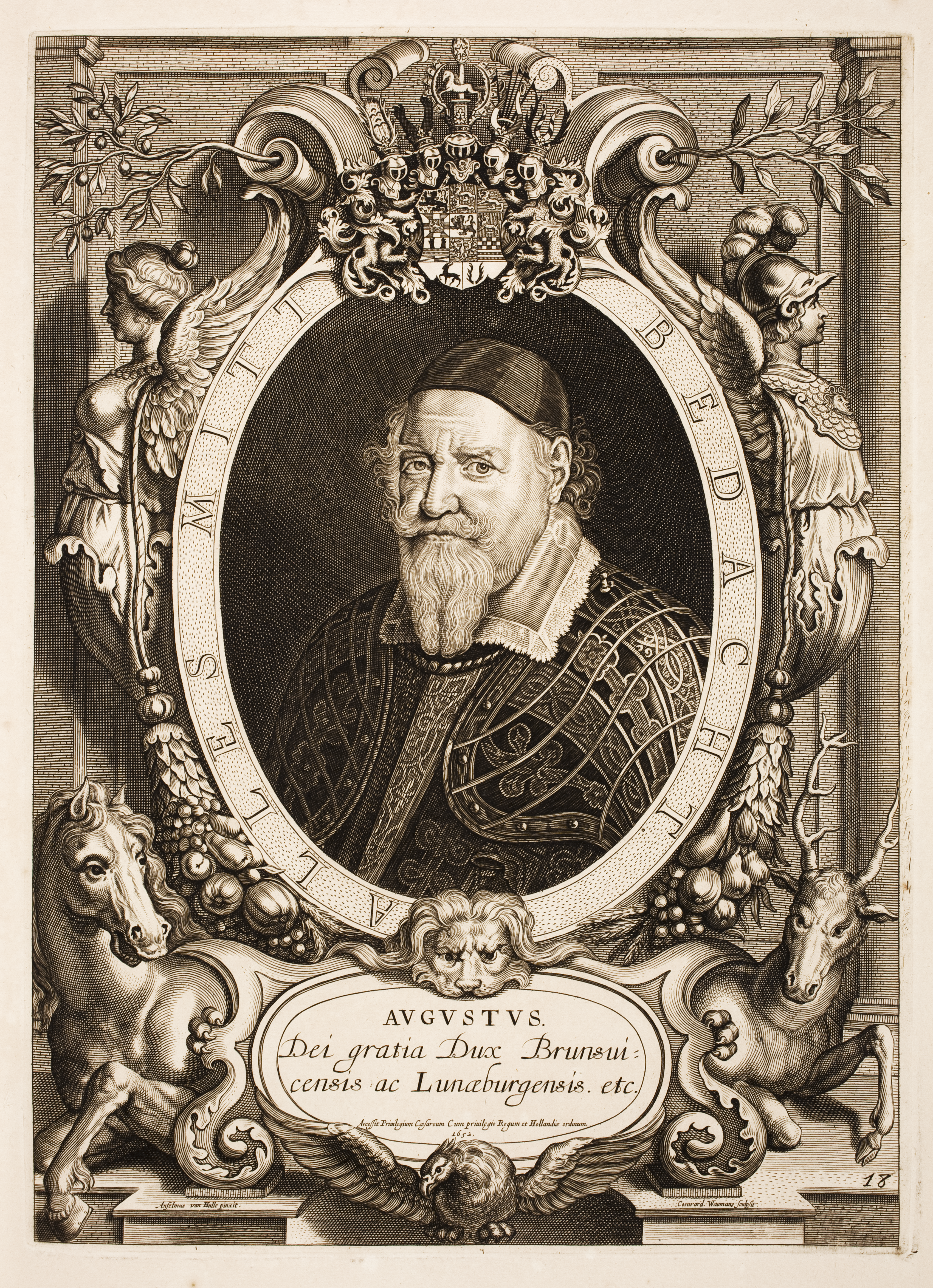
August von Braunschweig-Lüneburg. Gravur nach Anselm van Hulle.

August der Jüngere (* 10. April 1579 in Dannenberg, Fürstentum Lüneburg; † 17. September 1666 in Wolfenbüttel) Herzog zu Braunschweig-Lüneburg, Fürst von Braunschweig-Wolfenbüttel, regierte von 1635 bis zu seinem Tode 1666 und galt als einer der gelehrtesten Fürsten seiner Zeit.
Aufgrund seines immensen Interesses an Handschriften und Büchern entfaltete er eine intensive Sammeltätigkeit und schuf damit in Wolfenbüttel die für seine Zeit größte Bibliothek Europas, die heutige Herzog August Bibliothek.

## Jugend
August wurde als siebtes und letztes Kind von Ursula von Sachsen-Lauenburg (1552/53–1620) und Herzog Heinrich von Dannenberg (1533–1598) aus der Celler Linie der Welfen-Dynastie geboren und hatte aufgrund dieser Position praktisch keine Aussicht auf eine Regentschaft. Schon früh jedoch beeindruckte er seine Lehrer durch seine geistigen Fähigkeiten, so dass sie seine Eltern drängten, den Fünfzehnjährigen studieren zu lassen.
So studierte er schließlich ab 1594, betreut von seinem Hofmeister Volrad von Watzdorf (1568–1641) und seinem Präzeptor Theodor von Senden, in Rostock, Tübingen und Straßburg, wobei er Latein, Griechisch, Italienisch, Französisch und Englisch lernte. Nach seinen Studien bereiste er mehrere Jahre Europa und besuchte dabei Italien, Frankreich, Holland und England.
Im Alter von 25 Jahren ließ er sich in Hitzacker an der Elbe nieder, wo er ein neues Schloss errichten ließ und mit höchstens 30 Bediensteten einen bescheidenen Hof aufbaute. Die Herrschaft umfasste ein Elbfischerdorf mit rund 500 Einwohnern, das keine besondere Herausforderung für den begabten jungen Mann darstellte. Obwohl von robuster Natur und ein begeisterter Reiter, entschied er sich gegen eine Karriere beim Militär. Auch eine Position im Klerus strebte er nicht an, obwohl er dort seiner Leidenschaft für Wissenschaft und Bücher leicht hätte nachgehen können.
Stattdessen verbrachte er 30 Jahre in Hitzacker, das er zu einem kleinen Musterstaat umbaute, und sammelte mit einem bescheidenen Etat Bücher. Eine frühe Quelle berichtet gar von einem ersten Bibliotheksgebäude in Hitzacker, obwohl profane Bibliotheksbauten nördlich der Alpen selbst in großen Residenzen zu dieser Zeit unüblich waren. Auch brachte er seine Herrschaft mit diplomatischem Geschick glücklich durch die Wirren des Dreißigjährigen Krieges.
In dieser Zeit tat er sich auch als Hexenjäger hervor. Unter seiner Herrschaft wurden 40 Personen als Hexen hingerichtet.

## Regierungszeit

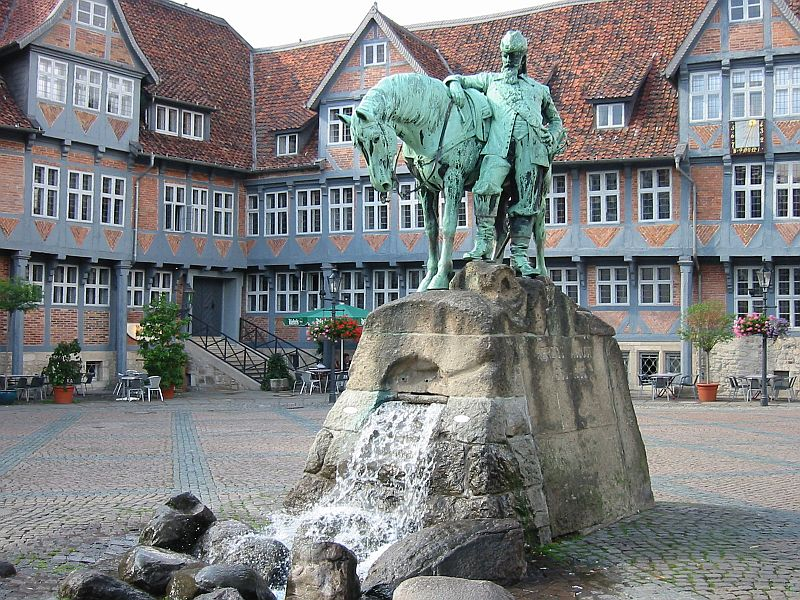
Denkmal für Herzog August den Jüngeren auf dem Marktplatz in Wolfenbüttel, errichtet im Jahre 1904

Nach dem Aussterben der Wolfenbütteler Linie der Welfen-Dynastie (Mittleres Haus Braunschweig) im Jahre 1634 wurde der Thron des Teilfürstentums Braunschweig-Wolfenbüttel vakant.
August zeigte trotz schlechter Ausgangslage Ambitionen, die Thronfolge anzutreten, und konnte sich in einem hochkomplizierten Erbfolgestreit gegen sechs andere Familienmitglieder durchsetzen. Zu diesem Zweck holte er sich sogar persönlich die Rückendeckung Kaiser Ferdinands II.
Im Erbfolge-Vertrag vom 14. Dezember 1635 wurde schließlich August im Alter von 56 Jahren Fürst von Braunschweig-Wolfenbüttel. Aufgrund des weiterhin tobenden Krieges musste er jedoch noch neun weitere Jahre in Braunschweig auf der Burg Dankwarderode ausharren, bevor er 1644 endgültig seine arg in Mitleidenschaft gezogene Residenz in Wolfenbüttel beziehen konnte. Dabei brachte er bereits 55 Bücherkisten mit einem Gewicht von 470 Zentnern mit, den Grundstock seiner Bibliotheca Augusta.
Ähnlich wie in Hitzacker führte er auch in Wolfenbüttel umfangreiche Reformen durch; so machte er sich als erstes an den Aufbau eines funktionierenden Kirchen-, Schul- und Justizwesens und erfasste systematisch alle Kriegsschäden in allen Gemeinden seines Fürstentums, um seine Finanzplanung für den Wiederaufbau zu erstellen. Beträchtliche Einkünfte aus dem Bergbau im Harz und seine vergleichsweise bescheidene Hofhaltung ermöglichten eine schnelle Erholung des Landes.
Eine seiner wichtigsten Regierungsmaßnahmen war die Planung und Ausführung einer Handwerkervorstadt westlich der Schlossfestung Wolfenbüttel, die Wolfenbüttler Auguststadt.

## Kulturelle Leistungen
August setzte sich sehr für die Entwicklung der deutschen Sprache als Literatursprache ein. Im Gegensatz zu vielen Gebildeten seiner Zeit war er stolz darauf, seine Werke in seiner Muttersprache verfasst zu haben. Er interessierte sich außerdem für Geheimlehren und Alchimie und stand lange Jahre in brieflicher Verbindung mit Johann Valentin Andreae, dem vermutlichen Gründer der Rosenkreuzer.
Im Februar 1632 traf Herzog August auf dem Halberstädter Kreistag Fürst Ludwig I. von Anhalt-Köthen. Dieser nahm das Treffen zum Anlass, den Fürsten in die Fruchtbringende Gesellschaft aufzunehmen, eine lose Vereinigung adliger und bürgerlicher Gebildeter mit dem Ziel, Deutsch zu einer einheitlichen Hochsprache in Orthographie und Grammatik zu entwickeln.
Als Mitglied der Fruchtbringenden Gesellschaft wurde Herzog August der Gesellschaftsname der Befreiende verliehen. Als Devise wurde ihm vom Schlage und als Emblem Gamanderle (Schafkraut, Teucrium chamaedrys L.) zugewiesen. Im Köthener Gesellschaftsbuch ist Herzog August unter der Nr. 227 zu finden. Dort wurde auch das Reimgesetz vermerkt, mit dem er sich für die Aufnahme bedankte:
Gamanderley befreyt vom schlag, hilfft das man meidet

Das Zipperlein, so macht das schmertzen mancher leidet,

Befreyend heiß ich drumb vom Schlag: Es muß darzu

gesucht sein ins gemein vor Vnserm leib die ruh,

Den lastern aber thut sich die Seel vnterwerffen,

Doch hat die Tugend hie sich sehen laßen dörffen,

Die macht aus Knechten herrn, die spricht die Fürsten frey

Von so viel vnd so lang geübter Tyranney.
Im Rahmen dieser Bestrebungen stellte er den jungen Gelehrten Justus Georg Schottelius (1612–1676) als wissenschaftlichen Mitarbeiter und Prinzenerzieher ein, der vielen heute als Vater der deutschen Grammatik gilt. Durch seine Leistungen wurde Wolfenbüttel das Zentrum der deutschen Sprachforschung, ein Treffpunkt von Schriftstellern und Wissenschaftlern. Dazu hat sicherlich auch Augusts Bibliothek, die damals als die größte in Europa galt, wesentlich beigetragen. Zum Ende des 17. Jahrhunderts wurden in Deutschland erstmals mehr Bücher auf Deutsch als auf Latein gedruckt.
Unter dem Pseudonym Gustavus Selenus veröffentlichte er im Jahr 1616 ein Schachlehrbuch, Das Schach- oder König-Spiel, dem außerdem seine Übersetzung von Francesco Barozzis Buch über das Zahlenkampfspiel angefügt war. Im Jahr 1624 publizierte er das 500-seitige Werk Cryptomenytices et cryptographiae libri IX, das zu seiner Zeit als Standardwerk für Kryptologie und Kryptographie galt und sich eng an die vom Theologen Johannes Trithemius verfasste Steganographia anlehnte.
1648 wurde der Westfälische Friede geschlossen, und bis zu seinem Tode im Jahre 1666 führte August keinen Krieg. Hingegen entwickelte er Wolfenbüttel – getreu seinem Wahlspruch „Alles mit Bedacht“ – zu einem geistigen und kulturellen Zentrum, das nach ganz Europa ausstrahlte. Seine Bibliothek, die er als Fürst und Herzog mit den ihm zur Verfügung stehenden Mitteln systematisch ausbaute, wurde zur größten Sammlung von Handschriften und gedruckten Büchern des Kontinents.
Heute ist die Herzog August Bibliothek eine bedeutende Bibliothek und Forschungsstätte mit besonderem Schwerpunkt auf dem Spätmittelalter und der frühen Neuzeit.

## Nachkommen

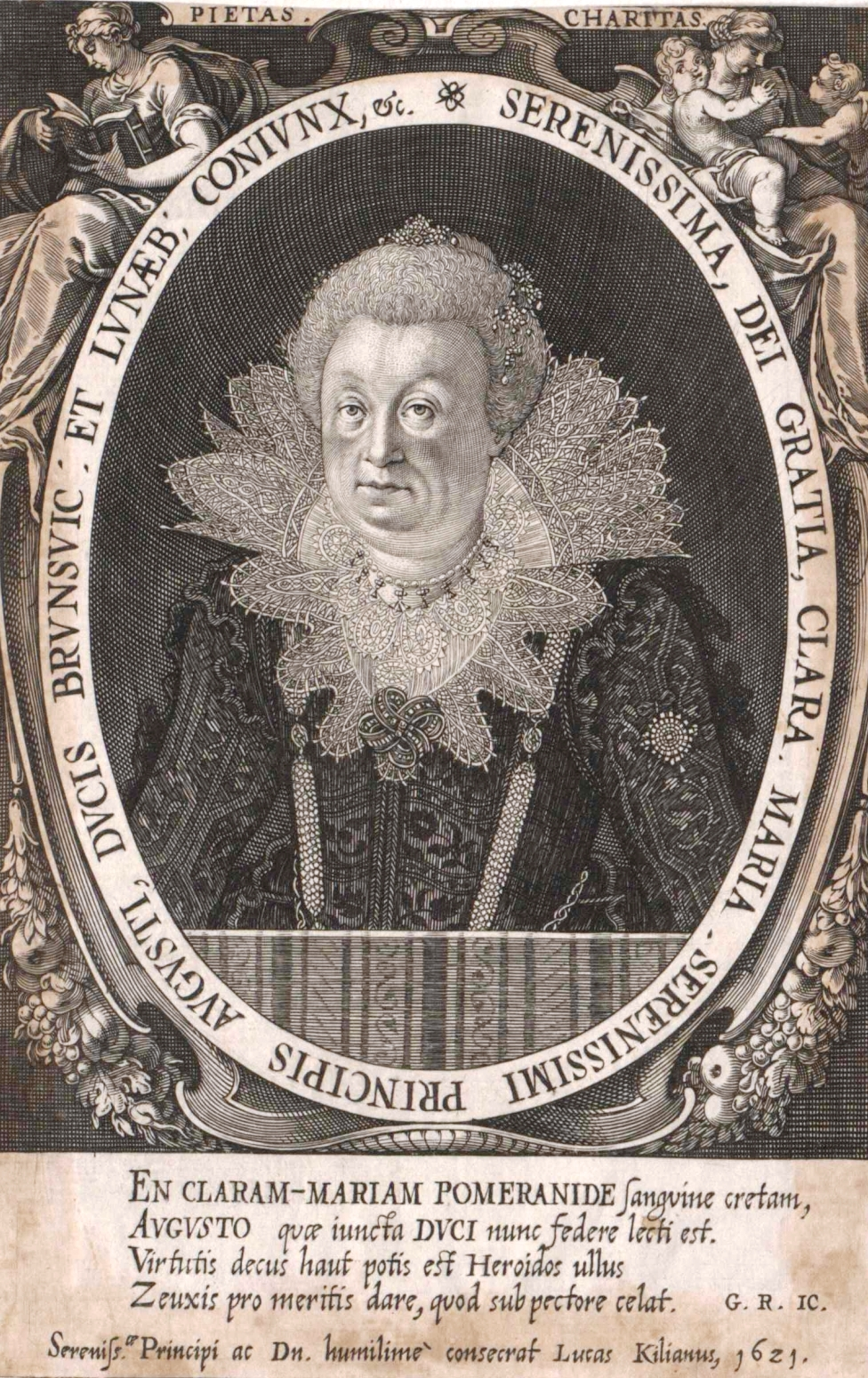
Prinzessin Klara Maria von Pommern

Erste Ehe am 13. Dezember 1607: Clara Maria von Pommern (* 10. Juli 1574; † 19. Februar 1623), Tochter von Herzog Bogislaw XIII. von Pommern (* 9. August 1544; † 7. März 1606)
- Tochter (*/† 17. April 1609)
- Sohn (*/† 10. Mai 1610)

Zweite Ehe am 26. Oktober 1623: Dorothea von Anhalt-Zerbst (* 25. September 1607; † 26. September 1634), Tochter von Rudolf von Anhalt-Zerbst (* 28. Oktober 1576; † 20. August 1621)
- Heinrich August (* 28. April 1625; † 30. September 1627)
- Rudolf August (* 16. Mai 1627; † 26. Januar 1704)
- Sibylle Ursula (* 4. Februar 1629; † 12. Dezember 1671) ⚭ am 13. September 1663 Christian Herzog von Holstein-Glücksburg (* 19. Juni 1627; † 17. November 1698)
- Clara Augusta (* 25. Juni 1632; † 6. Oktober 1700) ⚭ am 7. Juni 1653 Herzog Friedrich von Württemberg-Neuenstadt (* 19. Dezember 1615; † 24. März 1682)
- Anton Ulrich (* 4. Oktober 1633; † 27. März 1714)

Dritte Ehe 1635: Sophie Elisabeth von Mecklenburg (* 20. August 1613; † 2. Juli 1676), Tochter von Johann Albert II. von Mecklenburg (* 5. Mai 1590; † 23. April 1636)
- Ferdinand Albrecht I. (* 22. Mai 1636; † 23. April 1687)
- Marie Elisabeth (* 7. Januar 1638; † 15. Februar 1687) ⚭ 1663 Adolf Wilhelm II. (* 15. Mai 1632; † 21. November 1668), Herzog von Sachsen-Eisenach; in zweiter Ehe 1676 Albrecht von Sachsen-Coburg (* 24. Mai 1648; † 6. August 1699)
- Christian Franz (* 1. August 1639; † 8. Dezember 1639)

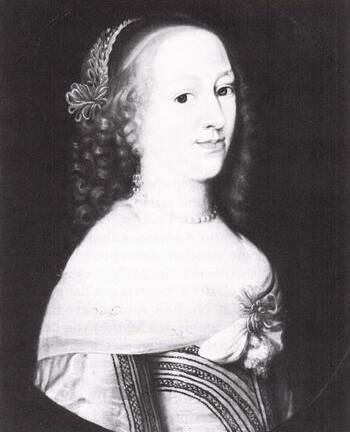
Sibylle Ursula, spätere Herzogin von Schleswig-Holstein-Glücksburg
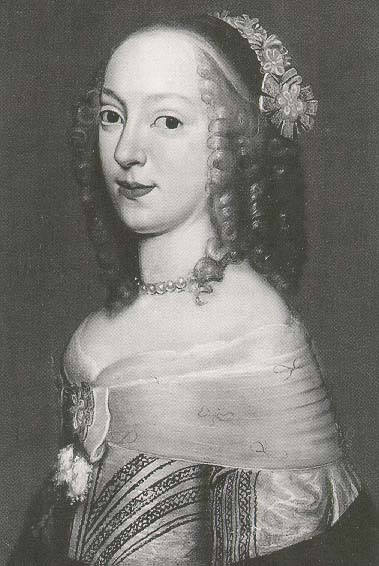
Klara Augusta, spätere von Württemberg-Neuenstadt
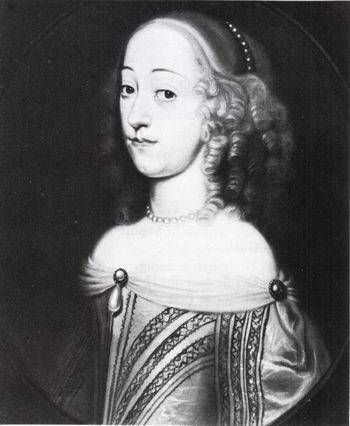
Marie Elisabeth, spätere Herzogin von Sachsen-Eisenach

## Ahnentafel
| Ahnentafel August II. von Braunschweig-Wolfenbüttel  | Ahnentafel August II. von Braunschweig-Wolfenbüttel                                                      | Ahnentafel August II. von Braunschweig-Wolfenbüttel                                                      | Ahnentafel August II. von Braunschweig-Wolfenbüttel                                                      | Ahnentafel August II. von Braunschweig-Wolfenbüttel                                                      | Ahnentafel August II. von Braunschweig-Wolfenbüttel                                                      | Ahnentafel August II. von Braunschweig-Wolfenbüttel                                                      | Ahnentafel August II. von Braunschweig-Wolfenbüttel                                                         | Ahnentafel August II. von Braunschweig-Wolfenbüttel                                                         |
| ---------------------------------------------------- | --- | --- | --- | --- | --- | --- | --- | --- |
| Urur- großeltern                                     | Herzog Otto V. (Braunschweig-Lüneburg) (1439–1471) ⚭ 1467 Anna von Nassau-Dillenburg (1441–1514)         | Kurfürst Ernst (Sachsen) (1441–1486) ⚭ 1460 Elisabeth von Bayern (1443–1484)                             | Kurfürst Johann Cicero (Brandenburg) (1455–1499) ⚭ 1476 Margarete von Sachsen (1449–1501)                | Herzog Magnus II. (Mecklenburg) (1441–1503) ⚭ 1478 Sophie von Pommern (1460–1504)                        | Herzog Magnus II. (Mecklenburg) (1441–1503) ⚭ 1478 Sophie von Pommern (1460–1504)                        | Herzog Albrecht der Beherzte (Sachsen) (1443–1500) ⚭ 1459 Sidonie von Böhmen (1449–1510)                 | Herzog Johann IV. (Sachsen-Lauenburg) (1439–1507) ⚭ 1464 Dorothea von Brandenburg (1446–1519)               | Herzog Heinrich I. (Braunschweig-Wolfenbüttel) (1463–1514) ⚭ 1486 Katharina von Pommern († 1526)            |
| Ur- großeltern                                       | Herzog Heinrich I. (Braunschweig-Lüneburg) (1468–1532) ⚭ 1487 Margarete von Sachsen (1469–1528)          | Herzog Heinrich I. (Braunschweig-Lüneburg) (1468–1532) ⚭ 1487 Margarete von Sachsen (1469–1528)          | Herzog Heinrich V. (Mecklenburg) (1479–1552) ⚭ 1505 Ursula von Brandenburg (1488–1510)                   | Herzog Heinrich V. (Mecklenburg) (1479–1552) ⚭ 1505 Ursula von Brandenburg (1488–1510)                   | Herzog Heinrich (Sachsen) (1473–1541) ⚭ 1512 Katharina von Mecklenburg (1487–1561)                       | Herzog Heinrich (Sachsen) (1473–1541) ⚭ 1512 Katharina von Mecklenburg (1487–1561)                       | Herzog Magnus I. (Sachsen-Lauenburg) (1470–1543) ⚭ 1509 Katharina von Braunschweig-Wolfenbüttel (1488–1563) | Herzog Magnus I. (Sachsen-Lauenburg) (1470–1543) ⚭ 1509 Katharina von Braunschweig-Wolfenbüttel (1488–1563) |
| Großeltern                                           | Herzog Ernst I. (Braunschweig-Lüneburg) (1497–1546) ⚭ 1528 Sophie von Mecklenburg-Schwerin (1508–1541)   | Herzog Ernst I. (Braunschweig-Lüneburg) (1497–1546) ⚭ 1528 Sophie von Mecklenburg-Schwerin (1508–1541)   | Herzog Ernst I. (Braunschweig-Lüneburg) (1497–1546) ⚭ 1528 Sophie von Mecklenburg-Schwerin (1508–1541)   | Herzog Ernst I. (Braunschweig-Lüneburg) (1497–1546) ⚭ 1528 Sophie von Mecklenburg-Schwerin (1508–1541)   | Herzog Franz I. (Sachsen-Lauenburg) (1510–1581) ⚭ 1540 Sibylle von Sachsen (1515–1592)                   | Herzog Franz I. (Sachsen-Lauenburg) (1510–1581) ⚭ 1540 Sibylle von Sachsen (1515–1592)                   | Herzog Franz I. (Sachsen-Lauenburg) (1510–1581) ⚭ 1540 Sibylle von Sachsen (1515–1592)                      | Herzog Franz I. (Sachsen-Lauenburg) (1510–1581) ⚭ 1540 Sibylle von Sachsen (1515–1592)                      |
| Eltern                                               | Herzog Heinrich (Braunschweig-Dannenberg) (1533–1598) ⚭ 1569 Ursula von Sachsen-Lauenburg (1552/53–1620) | Herzog Heinrich (Braunschweig-Dannenberg) (1533–1598) ⚭ 1569 Ursula von Sachsen-Lauenburg (1552/53–1620) | Herzog Heinrich (Braunschweig-Dannenberg) (1533–1598) ⚭ 1569 Ursula von Sachsen-Lauenburg (1552/53–1620) | Herzog Heinrich (Braunschweig-Dannenberg) (1533–1598) ⚭ 1569 Ursula von Sachsen-Lauenburg (1552/53–1620) | Herzog Heinrich (Braunschweig-Dannenberg) (1533–1598) ⚭ 1569 Ursula von Sachsen-Lauenburg (1552/53–1620) | Herzog Heinrich (Braunschweig-Dannenberg) (1533–1598) ⚭ 1569 Ursula von Sachsen-Lauenburg (1552/53–1620) | Herzog Heinrich (Braunschweig-Dannenberg) (1533–1598) ⚭ 1569 Ursula von Sachsen-Lauenburg (1552/53–1620)    | Herzog Heinrich (Braunschweig-Dannenberg) (1533–1598) ⚭ 1569 Ursula von Sachsen-Lauenburg (1552/53–1620)    |
| August II. von Braunschweig-Wolfenbüttel (1579–1666) | | | | | | | | |

## Werke
- Das Schach- oder König-Spiel. Von Gustavo Seleno, In vier unterschiedene Bücher/ mit besonderm fleiß/ gründ- und ordentlich abgefasset. Leipzig 1616 (Digitalisat)
- Cryptomenytices et cryptographiae libri IX. In quibus & planißima steganographiae à Johanne Trithemio ... magicè & aenigmaticè olim conscriptae, enodatio traditur. Lüneburg 1624 (Digitalisat)